# 贝尔蒙特 (纽约州)
贝尔蒙特（Belmont）是美国纽约州阿利根尼县阿米蒂镇的一个村，为阿利根尼县的县治。根据2010年人口普查，该村人口为969人。这个名字的意思是“美丽的小山”。该村位于阿米蒂镇的中心，奥利安东北部。